# 諾米·普林斯
諾米·普林斯（英語：Nomi Prins）是美國作家、記者、新聞評論員和演說家，曾於高盛等多家華爾街公司任職。著有《獻金政治：總統背後的銀行家》等非小說類書籍。

## 生平
曾於多家華爾街公司工作，包括在高盛擔任常務董事、在倫敦的貝爾斯登公司擔任高級常務董事、在雷曼兄弟擔任高級策略師、在大通曼哈頓銀行擔任分析師。最終退出了華爾街。她也曾是智庫Demos的高級研究員。
2011年10月20日，她成為為聯邦參議員伯尼·桑德斯提供美聯儲改革建議的專家顧問小組的成員。
普林斯撰寫了數本有關金融和政治菁英的非小說類書籍。2014年，她出版了《獻金政治：總統背後的銀行家》（All the Presidents' Bankers）一書，探討自泰迪·羅斯福到巴拉克·歐巴馬以來美國總統和銀行家的關係，以及這些銀行家如何在一個世紀以來影響美國的金融、外交和國內政策。

## 外部連結
- 官方网站 （英文）
- 諾米·普林斯的X（前Twitter） （英文）
- 諾米·普林斯的Facebook專頁 （英文）
- 諾米·普林斯的Instagram帳戶 （英文）
- 諾米·普林斯在互联网电影资料库（IMDb）上的資料（英文）
- C-SPAN內的頁面（英文）